# Campionat de Rússia de ciclisme en contrarellotge

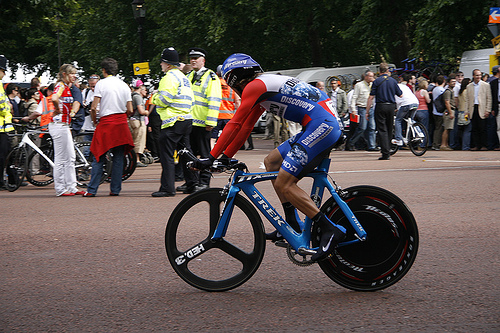
Vladímir Gússev amb el mallot de Campió de Rússia en contrarellotge, el 2007

El Campionat de Rússia de ciclisme en contrarellotge és una competició ciclista que serveix per a determinar el Campió de Rússia de ciclisme de la modalitat de contrarellotge individual.
La primera edició es disputà el 1994. El títol s'atorga al vencedor d'una única carrera. El vencedor obté el dret a portar un mallot amb els colors de la bandera russa en les proves de contrarellotge, fins al Campionat de l'any següent.

## Palmarès masculí
| Any  | Primer               | Segon              | Tercer                 |
| 1994 | Ievgueni Berzin      | Evgueni Izboldin   | Igor Proutskih         |
| 1998 | Oleg Joukov          | Alexei Sivakov     | Eduard Gritsun         |
| 1999 | Sergei Startchenkov  | Dmitry Semov       | Konstantine Gradoussov |
| 2000 | Ievgueni Petrov      | Oleg Joukov        | Denís Ménxov           |
| 2001 | Dimitri Semov        | Denis Bondarenko   | Andrei Zíntxenko       |
| 2002 | Ievgueni Petrov      | Dimitri Semov      | Vladímir Karpets       |
| 2003 | Vladímir Gússev      | Aleksandr Bespàlov | Vladislav Boríssov     |
| 2004 | Aleksandr Bespàlov   | Oleg Júkov         | Dimitri Semov          |
| 2005 | Vladímir Gússev      | Aleksandr Bespàlov | Vladislav Boríssov     |
| 2006 | Aleksandr Bespàlov   | Aleksei Belov      | Maksim Belkov          |
| 2007 | Vladímir Gússev      | Ievgueni Petrov    | Aleksandr Bespàlov     |
| 2008 | Vladímir Gússev      | Timofei Kritski    | Vladímir Karpets       |
| 2009 | Artiom Ovetxkin      | Mikhaïl Ignàtiev   | Maksim Belkov          |
| 2010 | Vladímir Gússev      | Mikhaïl Ignàtiev   | Aleksandr Arekéiev     |
| 2011 | Mikhaïl Ignàtiev     | Vladímir Karpets   | Ievgueni Sokolov       |
| 2012 | Denís Ménxov         | Dmitri Sokolov     | Valeri Kaikov          |
| 2013 | Ilnur Zakarin        | Vladímir Gússev    | Artiom Ovetxkin        |
| 2014 | Anton Vorobiov       | Serguei Txernetski | Artiom Ovetxkin        |
| 2015 | Artiom Ovetxkin      | Serguei Nikolàiev  | Pàvel Brut             |
| 2016 | Serguei Txernetski   | Pàvel Brut         | Maxim Belkov           |
| 2017 | Ilnur Zakarin        | Maxim Belkov       | Anton Vorobiov         |
| 2018 | Artiom Ovetxkin      | Pavel Sivakov      | Anton Vorobiov         |
| 2019 | Artiom Ovetxkin      | Anton Vorobiov     | Artiom Nitx            |
| 2020 | Artem Ovechkin       | Serguei Xílov      | Víktor Manakov         |
| 2021 | Aleksandr Vlàssov    | Artem Ovechkin     | Vladislav Duyunov      |
| 2022 | Alexander Evtushenko | Petr Rikunov       | Víktor Manakov         |
| 2023 | Petr Rikunov         | Lev Gonov          | Dmitriy Rozanov        |

### Palmarès sub-23
| Any  | Primer               | Segon                | Tercer            |
| 2011 | Anton Vorobyev       | Artur Ershov         | Maxim Pokidov     |
| 2012 | Anton Vorobyev       | Konstantin Kuperasov | Mikhail Akimov    |
| 2013 | Alexander Evtushenko | Víktor Manakov       | Evgeny Zverkov    |
| 2014 | Alexander Evtushenko | Roman Kustadinchev   | Kirill Yatsevich  |
| 2015 | Alexander Evtushenko | Ivan Lutsenko        | Nikolay Cherkasov |
| 2016 | Matvey Mamykin       | Artiom Nitx          | Vladislav Duiunov |
| 2017 | Petr Rikunov         | Nikolay Cherkasov    | Stepan Kurianov   |
| 2018 | Petr Rikunov         | Vladislav Kulikov    | Aleksandr Vlàssov |
| 2019 | Andrei Stepanov      | Evgenii Kazanov      | Mikhail Fokin     |
| 2020 | Lev Gonov            | Gleb Syritsa         | Evgenii Kazanov   |
| 2021 | Konstantin Nekrasov  | Andrei Stepanov      | Sergey Belyakov   |
| 2022 | Kirill Kapustin      | Aleksandr Bereznyak  | Artem Gomozkov    |

## Palmarès femení
| Any  | Primera               | Segona                    | Tercera                |
| 1993 | Nadejda Kibardina     | Svetlana Bubnenkova       | Valentina Gerasimova   |
| 1994 | Svetlana Bubnenkova   | Aleksandra Koliaseva      | Valentina Gerasimova   |
| 1995 | Valentina Polkhanova  | Zulfiya Zabirova          | Svetlana Bubnenkova    |
| 1996 | Zulfiya Zabirova      | Gulnara Ivanova-Fatkulina | Natalja Bubentchikova  |
| 1997 | Zulfiya Zabirova      | Valentina Polkhanova      | Valentina Gerasimova   |
| 1998 | Zulfiya Zabirova      | Svetlana Samokhvalova     | Valentina Gerasimova   |
| 1999 | Zulfiya Zabirova      | Valentina Gerasimova      | Elena Tchalykh         |
| 2000 | Zulfiya Zabirova      | Olga Slyusareva           | Valentina Gerasimova   |
| 2001 | Olga Slyusareva       | Elena Tchalykh            | Svetlana Ivakhonenkova |
| 2002 | Zulfiya Zabirova      | Olga Slyusareva           | Svetlana Bubnenkova    |
| 2003 | Svetlana Bubnenkova   |                           |                        |
| 2004 | Olga Slyusareva       | Svetlana Bubnenkova       | Natalia Boyarskaya     |
| 2005 | Svetlana Bubnenkova   | Olga Slyusareva           | Tatiana Antóixina      |
| 2006 | Olga Slyusareva       | Svetlana Bubnenkova       | Tatiana Antóixina      |
| 2007 | Tatiana Antóixina     | Alexandra Burchenkova     | Julia Martisova        |
| 2008 | Elena Chalykh         | Tatiana Antóixina         | Natalia Boyarskaya     |
| 2009 | Tatiana Antóixina     | Alexandra Burchenkova     | Svetlana Bubnenkova    |
| 2010 | Tatiana Antóixina     | Olga Zabelinskaya         | Victoria Kondel        |
| 2011 | Alexandra Burchenkova | Olga Zabelinskaya         | Tatiana Antóixina      |
| 2012 | Olga Zabelinskaya     | Natalia Boyarskaya        | Tatiana Antóixina      |
| 2013 | Tatiana Antóixina     | Kseniya Dobrynina         | Alexandra Burchenkova  |
| 2014 | Tatiana Antóixina     | Kseniya Dobrynina         | Irina Molicheva        |
| 2015 | Tatiana Antóixina     | Natalia Boyarskaya        | Tamara Balabolina      |
| 2016 | Tatiana Antóixina     | Natalia Boyarskaya        | Anastasia Iakovenko    |
| 2017 | Ksenia Tsymbalyuk     | Anastasiia Pliaskina      | Margarita Syradoeva    |
| 2018 | Olga Zabelinskaya     | Kseniia Tsymbaliuk        | Mariia Novolodskaia    |
| 2019 | Anastasiia Pliaskina  | Elizaveta Oshurkova       | Kseniya Dobrynina      |
| 2020 | Elizaveta Oshurkova   | Maria Novolodskaya        | Tamara Dronova         |
| 2021 | Tamara Dronova        | Natalia Studenikina       | Tatiana Antóixina      |
| 2022 | Tamara Dronova        | Tatiana Antóixina         | Diana Klímova          |
| 2023 | Tamara Dronova        | Daria Buneeva             | Maria Novolodskaia     |
| 2024 | Tamara Dronova        | Daria Buneeva             | Tatiana Antóixina      |
| 2025 | Natalia Frolova       | Alena Ivanchenko          | Tamara Dronova         |